# Alfredo Ramos dos Santos
Alfredo Ramos dos Santos, conegut com a Alfredo, (Rio de Janeiro, 1 de gener de 1920 - Rio de Janeiro, 23 d'octubre de 1997) fou un futbolista brasiler de la dècada de 1940.

## Trajectòria
Durant la seva llarga carrera (1937-1956) defensà els colors del Vasco da Gama, excepte un any en el qual jugà al Flamengo (1949). Guanyà cinc campionats cariques (1945, 1947, 1949, 1950 and 1952) i el campionat sud-americà de clubs de 1948. Amb la selecció del Brasil disputà el Mundial de 1950.